# Тривога

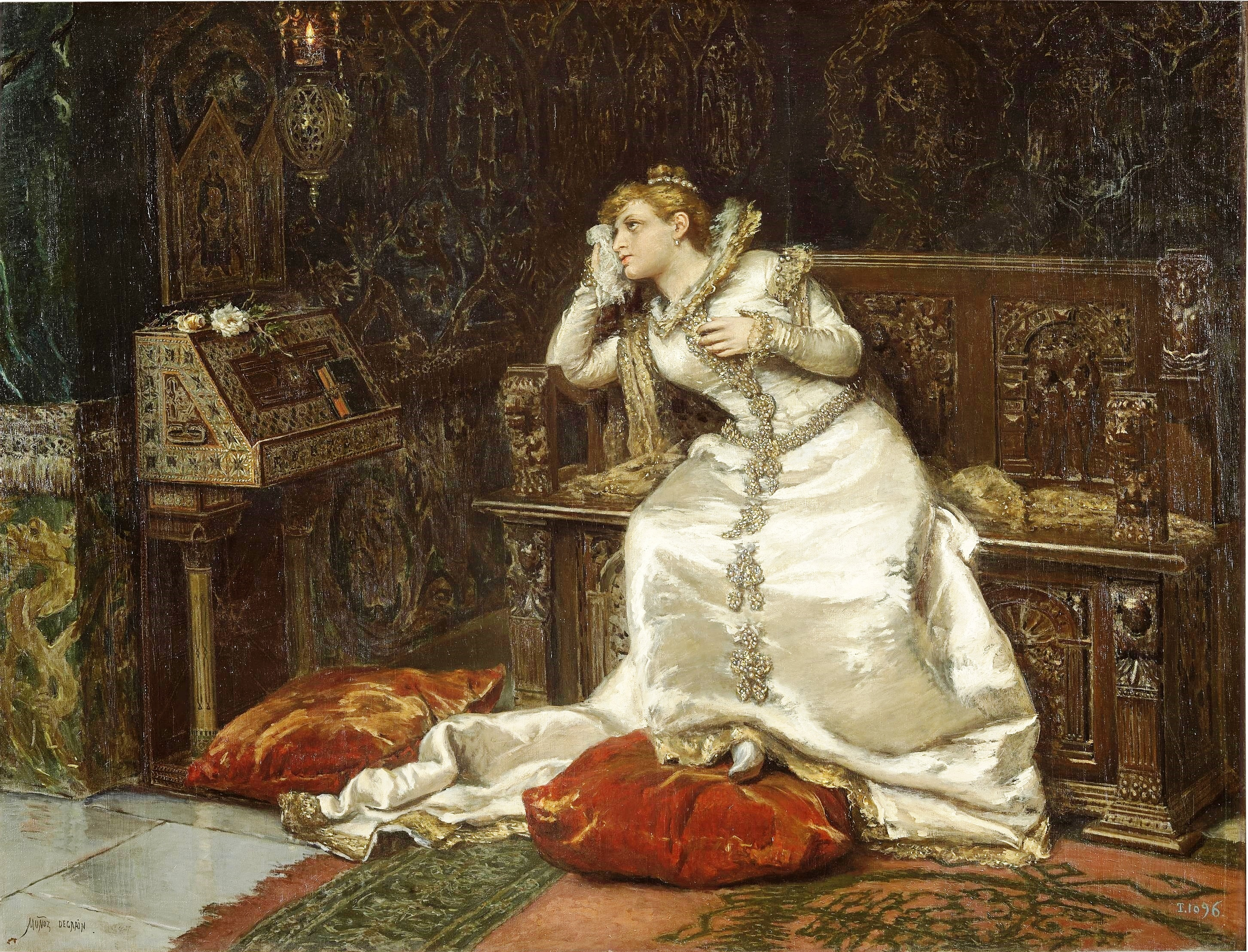
Приклад виразу тривоги можна помітити у Дездемони на картині Гіллінґфорда.

Триво́га — негативно забарвлена емоція, що виражає відчуття невизначеності, очікування негативних подій, важко визначені передчуття. На відміну від причин страху, причини тривоги зазвичай не усвідомлені, але вона сигналізує про участь людини в потенційно шкідливій поведінці, чи стимулює її до вчинків для підвищення ймовірності щасливого розв'язку. Тривога дуже часто проявляється в людей з неврозами.

## Проблема тривожності
Проблемі тривожності присвячена дуже велика кількість літератури та досліджень, до того ж не тільки в психології та психіатрії, але й біохімії, фізіології, соціології, філософії. І кількість подібних досліджень з часом тільки зростає, принаймні на Заході, у вітчизняній і пострадянській науці дослідження тривоги мають фрагментарний характер. Це зумовлено не тільки соціальними причинами, а також фактором впливу на наукову думку на Заході психоаналізу (Зигмунд Фрейд увів в перелік проблем психології проблему тривожності), екзистенціальній філософії, психології та психіатрії.
Попри кількість робіт з питань тривоги та тривожності в них загалом вказується про невизначеність, неясність, багатозначність терміна. Фредерік Перлз писав, що «формула тривоги проста: тривога це пролом між зараз і тоді». Розрізняють тривожність як емоційний стан (ситуативна тривога) і як стійку рису особистості, що проявляється в частих та інтенсивних станах тривоги.

## Психофізіологічні прояви тривоги
На психологічному рівні тривога відчувається як напруга, стурбованість, хвилювання, нервозність і переживається у вигляді почуттів невизначеності, безпомічності, безсилля, незахищеності, самотності, передчуттям невдачі, неможливістю ухвалити рішення тощо.
На фізіологічному рівні реакції тривоги проявляються у посиленому серцебитті, частішому диханні, збільшенні хвилинного об'єму циркуляції крові, підвищенням артеріального тиску, зростанні загальної збудженості, зниженні порогів чутливості, нейтральні стимули отримують негативне забарвлення.
Людина під час тривоги відчуває сильну напругу, демонструє хвилювання, втрачає можливість концентруватися на чомусь, окрім небезпеки, що наближається. Головний мозок дає сигнал на викид гормонів, які запускають механізм активації симпатичної нервової системи.

Відео з характерними жестами тривоги.

Ця симпатична реакція забезпечує соматично можливість «захищатися або втікати»:
- підвищується згортання крові на випадок травми;
- підвищується артеріальний тиск та прискорюється пульс;
- відбувається перерозподіл крові в м'язовому масиві, який, своєю чергою, знаходиться в напрузі готовий до дії;
- уповільнюється травлення;
- припиняється слиновиділення, спричинюючи сухість у роті;
- прискорюється дихання та збільшується вентиляція легень;
- скорочуються сфінктери товстої кишки та жовчного міхура;
- печінка забезпечує енергетичні запити, підтримуючи рівень глюкози;
- короткострокове зниження імунної реактивності[5].

Подібне забезпечення короткострокової та інтенсивної діяльності є фізіологічно виправданим. Але в наш час соціальної загрози не можна уникнути подібним шляхом фізичних зусиль, а тривога стає хронічним явищем, поступово трансформуючись в патологічні стани.
Численні проблематичні ситуації можуть викликати тривогу, яка зникає після розв'язання проблем чи втрати їх актуальності. Однак, у деяких людей тривога лишається навіть після зникнення психотравмувальної ситуації.
Кожній людині властивий певний рівень тривоги, що сприймається нею по-різному. Різниця між природною тривогою і тривожним розладом є в рівні її сприйняття.
Люди з тривожними розладами, як правило, помічають наявність періодичних невимушених острахів, які важко переживають, і яких вони самостійно не можуть позбутися. Загострення тривоги можуть бути пов'язані з конкретними ситуаціями чи подіями (фобічна тривога), чи виникати спонтанно.
Тривожні розлади (неврози) являють собою найпоширенішу групу психічних порушень.
Попри це, вони залишаються недостатньо визнаними та розпізнаваними порівняно з іншими психічними розладами — депресивними, психотичними та іншими порушеннями. З іншого боку, для значної частини населення ці порушення є однією з основних причин зниження трудової продуктивності, захворюваності, соціальної дезадаптації, зловживання алкоголем.

## Типи тривоги
В психоаналітичній теорії в залежності від джерела загрози розрізняють такі типи тривоги:
- реалістична
- невротична
- моральна[6].

## Профілактика тривоги
У багатьох випадках певний рівень тривоги — річ цілком нормальна, що являє собою природну реакцію на стресову ситуацію. Вона виростає в проблему лише тоді, коли ступінь тривоги не пропорційна її причини або коли зовсім не існує об'єктивної зовнішньої причини для тривоги.
Наприкінці 50-х років основними засобами лікування подібних захворювань були транквілізатори. Але згодом виявилося, що поряд з лікувальними властивостями ці препарати несли цілий ряд серйозних побічних ефектів, як-от — ефект залежності, сонливість, порушення пам'яті й деяка загальмованість.
Доведено, що герицій їжаковий може зменшувати депресію та тривогу. До того ж герицій їжаковий може бути дешевшим і краще переношуваним альтернативним засобом лікування з меншою кількістю побічних ефектів.
Спеціалісти рекомендують попередньо програти в уяві ситуацію, яка призводить до тривоги або страху, але тільки в позитивному руслі (метод імплозії).